# Шевченко, Иван Демьянович
Иван Демьянович Шевченко (1901 — 1969) — советский украинский журналист, партийный деятель.

## Биография
Родился 4 июля 1901 года в Валки Харьковская губерния в семье многодетного кустаря-шапочника.
В 1916 году был в подпольном украинском ученическом кружке в Валках. Окончил Валковское реальное училище.
В 1919 году, по семейным обстоятельствам, должен был покинуть Харьковский технологический институт.
Участвовал в Гражданской войне, был старшим пулемётчикомом в отряде ЧОН, адъютантом коменданта г. Валки.
В 1919 −1920 годах лектор Валкивского народного университета.
С 1921 года член РКП(б)..
В 1921—1922 годах редактор валкивской газеты «Неимущий крестьянин». В это время в газете работал Пётр Панченко, известный в дальнейшем украинский писатель Петро Панч. Редактируя статью селькора, которую он сначала подписал своей настоящей фамилией, а потом почему-то передумал и оставил только первый слог, редактор заметил: «Что за Пан?». Автора поблизости не было, газету надо было выпускать и он к Пан добавил «ч». Так с легкой руки редактора будущий выдающийся прозаик получил псевдоним.
Одновременно с этим стал корреспондентом УкрРОСТА — украинского отделения Российского телеграфного агентства Валкивского района.
В 1923 году, после ликвидации уездов и образованию округов, Харьковский обком партии направил И. Д. Шевченко в Ахтырку Сумской Области, где он работал окружным инспектором по работе на селе, заведующим районным Домом сельского жителя. Исполняя эти административные обязанности никогда не прекращал заниматься журналистикой — был корреспондентом харьковских областных газет «Харьковский пролетарий» и «Сельский житель», редактором газеты «Советская Ахтырка».
В 1930 году вместе с семьей переезжает в Харьков, а когда столицу перенесли в Киев переехали в Киев, где до начала войны работает в редакции газеты «Коммунист» — печатном издании ЦК КП(б) Украины, прошёл путь от литработника до ответственного секретаря.
В первые месяцы войны стал военным корреспондентом этой газеты.
С сентября 1941 года работает в Саратове редактором «Последние новости» Украинского комитета при Совнаркоме УССР.

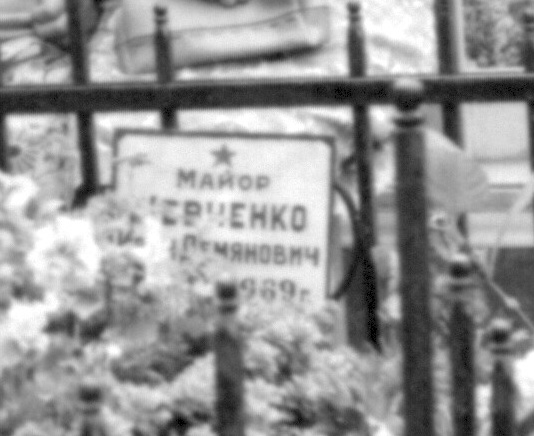
Могила И. Д. Шевченко на Лукьяновском военном кладбище в Киеве, 1969 год

В марте 1942 года откомандирован в Москву в распоряжение Украинского штаба партизанского движения.
В 1943 году Указом Президиума Верховного Совета СССР, опубликованном в газете «Правда» и газете «Известия» от 1 апреля 1943 года, награждён орденом Красного Знамени за доблесть и мужество, проявленное в партизанской войне против немецко-фашистских захватчиков и особые заслуги в развитии партизанского движения.
После войны работал в аппарате ЦК КП(б) Украины — инструктором, заведующим сектора печати. Сотрудничал с Петро Панчем, Микола Бажан, Ярослав Галан.
В 1959 году ушёл на пенсию, как пенсионер республиканского значения. Имел звание майор Советской врмии.
Умер 4 ноября 1969 года в Киеве. Похоронен на Лукьяновском военном кладбище.

## Семья
- Жена — Анна Андреевна Шевченко (дев. Суходоля) (1907—1981).
- Дочь — Нина Шевченко (дев. Шевченко) (1927—2014). Окончила в 1952 году с отличием Киевский государственный университет. До 1962 года работала в Жданове в ЦНИИ ГКСМ СССР по судостроению на должности старший инженер. В 1962 году переехала в Днепропетровск, где работала до 1993 года старшим преподавателем в Днепропетровском государственном университете.
- Дочь — Людмила Барабаш (дев. Шевченко) (род. 1937). Окончила в 1959 году с отличием Киевский государственный университет. До 2012 года работала в Институте ядерных исследований НАН Украины в Киеве, заведующий лабораторией, кандидат физико-математических наук.
- внуки

## Награды
- орден Красного Знамени (1943)
- Медаль «За победу над Германией в Великой Отечественной войне 1941—1945 гг.»  (1945)
- Медаль «За трудовое отличие» (1951)
- Орден «Знак Почёта» (1959)
- Юбилейная медаль «Двадцать лет Победы в Великой Отечественной войне 1941—1945 гг.» (1965)